# Descent (Computerspiel)
Descent ist ein Computerspiel aus dem Jahr 1995. Es ist der erste Teil der Descent-Reihe. Descent wurde von Parallax Software entwickelt und von Interplay Entertainment vertrieben. Das Spiel war für DOS ausgelegt, erschien jedoch auch für die PlayStation. Während es auf dem PC unter Windows 95/98 noch problemlos gespielt werden konnte, gelang dies mit späteren Windows-Versionen teilweise nur mit technischen Tricks. Da der Quelltext mittlerweile veröffentlicht wurde, existieren Linux-Versionen des Spiels sowie eine Modifikation, die es ermöglicht, Descent über OpenGL zu spielen und so die beschleunigten Grafikkartentreiber nutzen zu können.

## Handlung
Außerirdische haben die Schürfroboter der Post-Terran Mining Corporation (PTMC) in ihren Bergwerken auf dem Mond und den Planeten unseres Sonnensystems unter ihre Kontrolle gebracht. Die wenigen menschlichen Angestellten wurden gefangen genommen oder getötet. Die Aufgabe des Spielers ist es, als der Söldner Material Defender die Bergwerke von den Robotern zu säubern, die Gefangenen zu befreien und die Hauptreaktoren der Minen zu zerstören.

## Spielprinzip
Das Spiel besteht aus 27 Levels, die jeweils ein Bergwerk darstellen, und drei Geheim-Levels, die durch versteckte Ausgangstüren zu erreichen sind. Der Spieler beginnt an einem festen Startpunkt hinter einer stilisierten Eingangstür. Obligatorisches Ziel ist es, den Reaktor oder Endgegner der Mine zu zerstören und danach – vor Ablauf eines Countdowns – durch den Notausgang aus der Mine zu fliehen. Um den Reaktor zu erreichen, müssen meist mehrere Schlüssel in verschiedenen Bereichen aufgesammelt werden.
Weiterhin wird der Spieler angewiesen, die Geiseln zu befreien, indem er sie aufsammelt und heil die Mine verlässt, was mit sehr vielen Punkten belohnt wird.
Stirbt der Spieler, so verliert er ein Leben und kann am Startpunkt weitermachen. Allerdings gehen seine Ausrüstungsgegenstände und bisher geretteten Geiseln verloren. Waffen und Powerups, die bei Zerstörung des Raumschiffes hinterlassen werden, können jedoch wieder aufgelesen werden.

### Waffen und Powerups
Der Spieler startet mit der Laser Cannon Level 1, der Standardwaffe, und einigen ballistischen Raketen. Im Laufe des Spieles kann er weitere Kanonen und Geschosse sowie Powerups aufnehmen, welche die Schilde und Energie auffüllen, den Laser aufrüsten oder den Spieler für kurze Zeit unverwundbar oder unsichtbar machen. Die fünf Primärwaffen unterscheiden sich erheblich und haben situationsabhängig Stärken und Schwächen. Bei den Sekundärwaffen handelt es sich um Raketen verschiedener Stärke mit und ohne Zielpeilfunktion und Minen. Zusätzlich hat der Spieler noch Leuchtkugeln zur Verfügung, um dunkle Räume zu erhellen.

### Gegner
Die Gegner stellen die entarteten Roboter dar. Sie benutzen größtenteils die gleichen Waffen wie der Spieler. Einige greifen auch mit Klingen an. Sie sind zu einigen taktischen Verhaltensweisen in der Lage, z. B. Geschossen auszuweichen oder hinter Ecken zu lauern. Auf höheren Schwierigkeitsstufen feuern sie in erster Linie größere Salven und werden wendiger. Der Reaktor ist ein feststehendes Objekt, das ebenfalls auf den Spieler feuert. Die Endgegner sind besonders große einmalige Roboter mit starken Waffen, die sich teleportieren und kleine Gegner produzieren können.

### Mehrspieler
Es konnten zwei Spieler per Modem oder bis zu acht Spieler im Netzwerk mittels des IPX-Protokolls spielen. Spiele über das Internet wurden durch zusätzliche Programme wie Kali oder Kahn ermöglicht. Descent bietet die Spielmodi Kooperativ (maximal vier Spieler), Anarchie (Deathmatch, jeder gegen jeden) und Team-Anarchie (zwei Teams).

## Technik
Volle Bewegungsfreiheit (360 Grad), wenn auch nur innerhalb des begrenzten Raums von Minenstollen und -kammern, hohe Geschwindigkeit und wegweisende grafische Merkmale machten Descent zu einem Meilenstein in der Ära der dreidimensionalen Computerspiele. Viele Ereignisse wurden durch versteckte Schalter gesteuert und liefen nach ihrer Auslösung unabhängig von Aktionen des Spielers ab. So gab es in Descent zahlreiche Stellen, an denen Roboter aus der Wand drangen und angriffen, sobald sich der Spieler an einer definierten Stelle vorbeibewegte. Anders als in vergleichbaren Spielen zu dieser Zeit, wie bspw. Doom, waren die Gegner nicht nur zweidimensionale Sprites, sondern dreidimensionale Objekte, wodurch sie wesentlich realistischer wirkten. Die Steuerung der feindlichen Roboter war ausgefeilt und anderen Spielen in diesem Genre überlegen. Trotzdem – oder vielleicht gerade deswegen – blieb Descent im Vergleich zu den populären 3D-Shootern, in denen man sich entlang zweier Achsen bewegte, nur ein Nischendasein mit einer vergleichsweise geringen Anzahl an Fans vorbehalten, die mit der desorientierenden Bewegungsfreiheit und der entsprechend komplexeren Steuerung umzugehen wussten.

### Unterschiede der PC- und Konsolenfassung
Dank der zur damaligen Zeit überlegenen Technik der PlayStation und der großen Kapazität der von ihr verwendeten Datenträger war es möglich, Videos in die PlayStation-Fassung zu integrieren, die in der PC-Fassung fehlten, zudem wird für die PlayStation- und die Macintosh-Fassung Studiomusik verwendet, während für den PC MIDI-Musik verwendet wird.

## Rezeption
Descent wurde überwiegend positiv von Fachpresse und Spielern aufgenommen, beispielsweise erreichte es im Power-Play-Review 3/95 eine „Super“-Bewertung mit 81 % Punkten.
Das Spiel verkaufte sich bis September 1995 mehr als 300.000 Mal und gilt als kommerzieller Erfolg. Das in Minnesota ansässige Unternehmen Lasersoft brachte eine nicht lizenzierte Erweiterung mit dem Titel Dimensions for Descent auf den Markt, gegen die Interplay juristisch vorging.